# Foodpanda
foodpanda（中譯：富胖達，前譯：空腹熊貓）是德國的外賣企业Delivery Hero旗下的線上訂餐外送服務平台，于2012年创立。营業范围覆盖亚洲和欧洲等多個國家和地區。

## 歷史

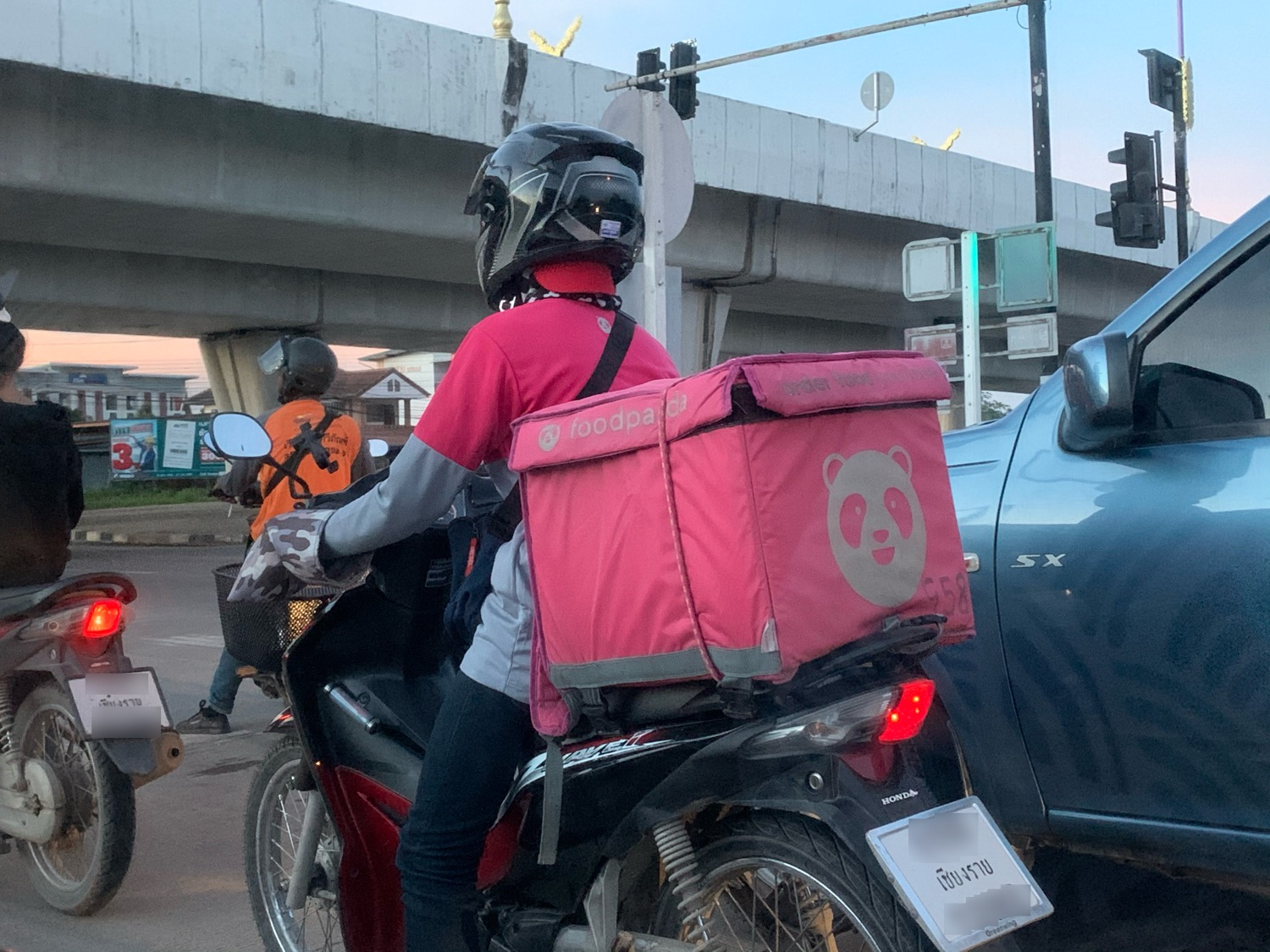
在泰國清萊府的foodpanda外賣員

Foodpanda是由瑞士人Lukas Nagel和Rico Wyder共同於2012年3月26日在新加坡創立，並在馬來西亞、印尼、菲律賓、香港和台灣等地營運。
2014年2月，Foodpanda收購在巴基斯坦的主要競爭對手Eat Oye。
2016年11月，Foodpanda以一億美元將其俄羅斯的Delivery Club業務出售給mail.ru。
2016年12月，Foodpanda被德國的競爭對手Delivery Hero收購。
2017年12月11日，Foodpanda的印度業務被Ola Cabs收購。
2021年12月22日起，退出科隆、杜塞爾多夫、法蘭克福、漢堡、慕尼黑和斯圖加特六個德國城市，後續將重點放在柏林市中心的創新中心，以便測試更多新技術與服務。。
2024年5月14日，Foodpanda在台灣的業務被Uber（其旗下之外送服務Uber Eats）以9.5億美元收購，預計2025上半年通過主管機關審核並完成交易與移轉。然而，中華民國公平交易委員會會議做出決議，由於競爭疑慮大，將禁止結合。

## 平台
foodpanda利用手機應用程式和網站提供訂餐服務，並將訂單發送給合作餐廳，然後將餐點從餐廳外送給客戶。

## 募資
foodpanda募集的資金達3.18億美元。2013年4月，foodpanda獲得Investment AB Kinnevik、Phenomen Ventures與Rocket Internet投資的2000萬美元創始資金。2013年4月，iMENA投資了800萬美元。2014年2月，包括Phenomen Ventures在內的一批投資者再度提供了2000萬美元的資金。同年8月11日，foodpanda宣佈完成了6000萬美元融資。2015年3月，foodpanda宣佈從Rocket Internet以及其他投資者募集到1.1億多美元。不到兩個月時間，再度獲得由高盛領投的1億多美元的融資。

## 快商務
透過外送人員執行商品快遞服務，不但可活用非用餐離峰時段的人力等待訂單時間，並可透過此模式，建立超越一般倉庫經營之電子商務效率，以20分鐘-2小時中當日宅配到府，提升客戶體驗與急需的生鮮商品能以最快速度交遞至客戶手中，減少傳統電子商務宅配漫長等待至少6小時至7天的等待期；但售價往往會較貼近超商牌價銷售與小份量為主要的電子商務經營，目前已於多數服務國家開啟快商務與熊貓商城等服務。
2019年起新增shop分類，與當地的超市、超商、商場或是街邊店合作生鮮雜貨配送服務，可於20分鐘內送達客戶手中，由於外送效率店對客配送遠高過一般網路購物倉對客配送服務，故延伸快商務一詞。
2019年10月起，foodpanda陸續於亞洲各國成立pandamart虛擬超市（台灣地區成立時命名為熊貓嚴選，2020年9月30日更名為熊貓超市），提供全年無休24小時網路購物宅配到府服務，銷售生鮮日用品、飲料、辦公文具、嬰幼兒商品、3C周邊與充電線、行動電源與耗材、寵物用品等。
2020年9月起，foodpanda於新加坡與台灣，分別試營運pandago快遞宅配服務，只要是提供外送之服務範圍內均可24小時提供快速宅配，新加坡收取基本費SGD6並依據里程加收距離費，台灣服務方面每趟運費台幣99元起並依據里程加收距離費，10月底前先與各合作店家提供每趟85元試營運服務。
2020年12月起，整合聯手現有熊貓超市、家樂福、愛買、四大超商等通路結構，成立快速O2O2C（offline to Online to Customer）電商模式，將迎戰現有網購如PChome、MOMO購物網、蝦皮購物等提出20分鐘即點快送的網路購物電商體驗。
2021年4月，foodpanda啟動餐廳B2B端原料採購平台pandamerchant服務，使餐廳商戶可在供應鏈平台直接採購原物料選擇，目前已於香港與泰國提供服務。
2021年6月，與電子商務開店平台CyberBiz合作推出CyberBiz Now即時宅配電商服務，透過foodpanda車隊之去去熊貓走快遞宅配服務，提供品牌型垂直電商之30分鐘快速到貨服務，系統僅經CyberBiz訂單並與去去熊貓走叫車配送，僅需支出運費及CyberBiz開店費用，無須foodpanda上架與平台服務費等。
2021年12月，因競争的激烈化與快遞員不足，宣布出售日本的事業。

### 速遞業務
名稱為pandago。主要提供快速便捷的貨品運送服務，重量在二十公斤內。依照距離遠近提供報價。台灣業務主要於北北基。性質和LALAMOVE相近。不可代收貨款。

## 品牌識別

早期foodpanda的標誌

foodpanda被Delivery Hero收購後，品牌顏色於2017年11月1日從橘色與黑色更改為粉紅色。
foodpanda於2022年1月推出品牌吉祥物 pau pau「胖胖達」，是白色與粉紅色搭配的貓熊，左耳有剪一角。

## 營運區域
foodpanda現正營運的國家及地區包括：
- 歐洲
  -  保加利亚
  -  匈牙利
  -  德国
  -  羅馬尼亞
- 東亞
  -  香港
  -  臺灣
- 東南亞
  -  柬埔寨[18]
  -  [19]
  -  马来西亚
  -  緬甸
  -  菲律賓
  -  新加坡

- 南亞
  -  巴基斯坦

### 過去營運區域
- 日本（2022年1月31日服務結束）
- 泰國（2025年5月23日服務結束）

## 爭議

### 罷工行動

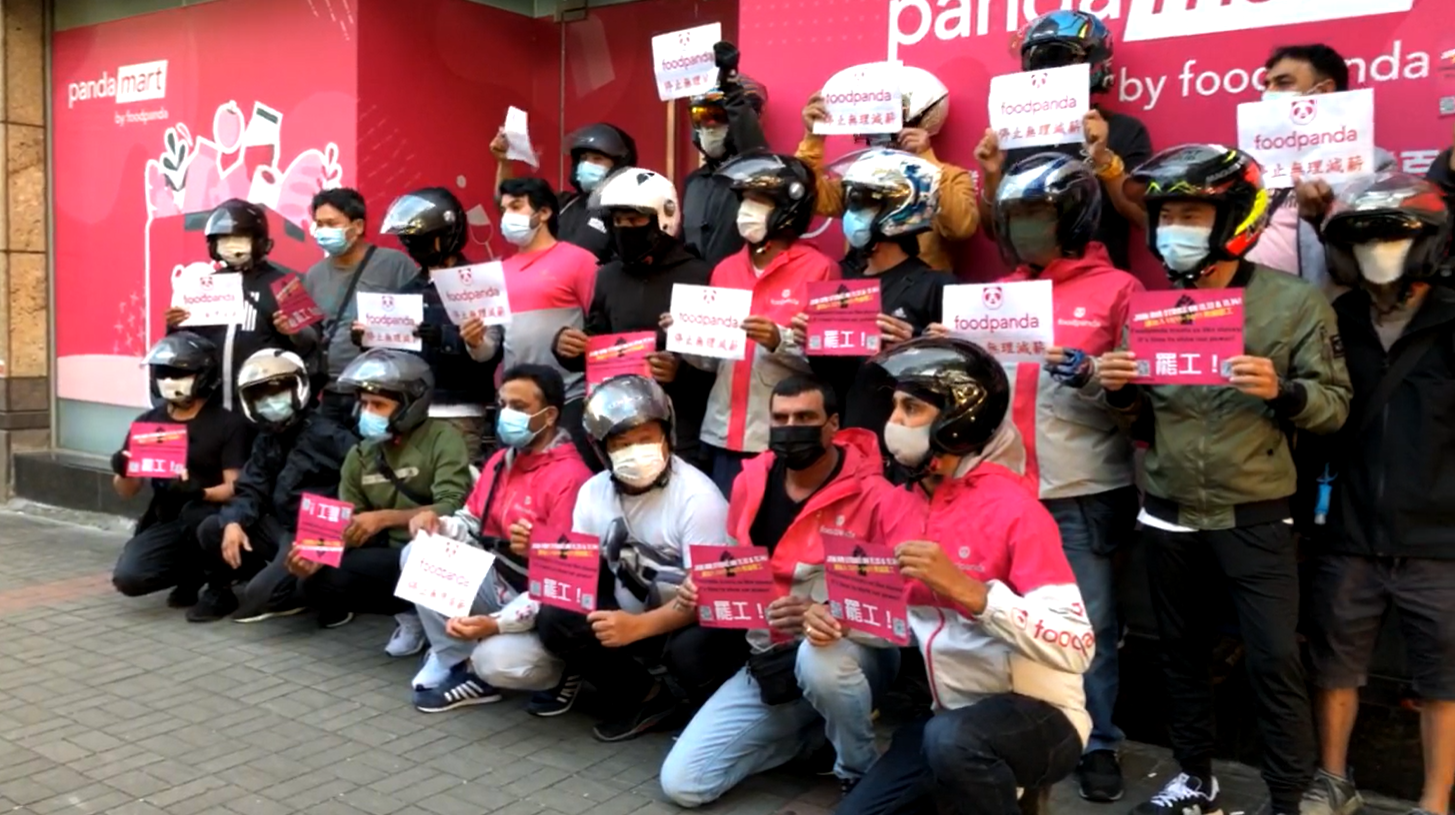
2021年11月13日，送遞員在香港觀塘罷工的情況

2021年11月，在香港的foodpanda外賣員不滿被削減服務費而發起罷工行動，有約300人參與，當中參與人士不少為南亞外賣員，他們認為認為收入與工作不成比例。有員工更聽聞有車手在送遞途中遇上車禍，惟公司要求受傷車手要先拍照證明受傷，她直斥公司十分冷血。經過勞資雙方談判一星期後，達成15項共識，包括改善地圖系統，以實際運送距離計算外賣員的工資和削減服務費等。
不過到2022年10月15日，外賣員指出新地圖系統所獲工資比以往低至少三成，質疑公司計算方法不透明，變相減薪，連續兩日發起罷工。有參與罷工的外賣員表示罷工行動有過千人響應。

## 文字客服
值得注意的是，亞洲區的客服位於馬來西亞，即派單人員。（非派單系統，無法指定長短單。）
在許多時候，沒辦法直接第一時間聯絡消費者或所在地區客服人員。例如在台灣，文字客服無法解決的事情，最後才會由台灣客服電話詢問外送夥伴。像是送餐送錯地址，消費者不在。等因素。

## 事業併購
2024年5月14日，Uber宣佈以9.5億美元併購台灣Foodpanda外送事業，已送至中華民國公平交易委員會進行審查。12月25日，中華民國公平交易委員會決議禁止其結合。

## 外部連結
- 官方网站
- foodpanda（香港）的Facebook專頁
- foodpanda（香港）的Instagram帳戶